# Hypena olypea
Hypena olypea là một loài bướm đêm trong họ Erebidae.